# تاريخ ملوك بريطانيا

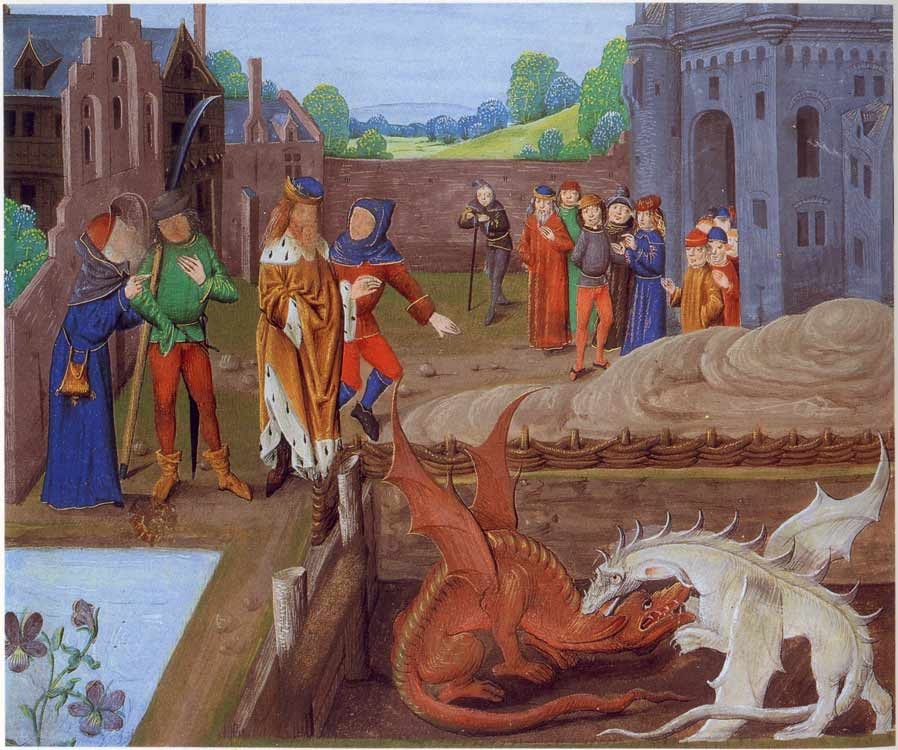
فورتيجرن وأوريليوس أمبروسيوس يشاهدان الصراع بين التنينين في رسم من نسخة من الكتاب تعود للقرن الخامس عشر

تاريخ ملوك بريطانيا (باللاتينية: Historia regum Britanniae)، والذي كان اسمه في الأصل «عن أعمال البريطانيين» (باللاتينية: De gestis Britonum)، هو كتاب أسطوري عن التاريخ البريطاني، كتب حوالي العام 1136 بقلم جيفري مونماوث. يروي الكتاب حياة ملوك بريطانيا على مدار ألفي عام، بدءا من قدوم الطرواديين الذين أسسوا الأمة البريطانية ويستمر حتى سيطرة الأنجلوسكسون على معظم بريطانيا في القرن السابع. وهو أحد من المواد المهمة في تاريخ بريطانيا.
اعتبر العمل تاريخًا حقيقيًا حتى القرن السادس عشر،  ولكن قيمته التاريخية تعتبر الآن معدومة. يعتبر عمل جيفري غير دقيق، خاصة عند مقارنة الأحداث الموصوفة مع التاريخ المعاصر، مثل غزوات يوليوس قيصر لبريطانيا. إلا أنه ما يزال يعتبر عملا قيما بين أدب القرون الوسطى، وذكرت فيه أقدم نسخة معروفة عن قصة الملك لير وبناته الثلاث، وساعد في تعميم أسطورة الملك آرثر.

## المحتوى

### الإهداء
يبدأ جيفري الكتاب ببيان عن هدفه في كتابة التاريخ: «لم أتمكن من اكتشاف أي شيء عن الملوك الذين عاشوا هنا قبل مجيء المسيح، أو في الواقع حول آرثر والآخرين الذين تبعوه بعد المجيء، ومع ذلك فإن أعمال هؤلاء الرجال تستحق الذكرى دوما». وزعم أنه حصل على مصدره لهذه الفترة من والتر كبير شماسي أوكسفورد، الذي أهداه «كتابًا قديمًا جدًا كتب باللغة البريطانية» والذي ترجم منه تاريخه. كما يستشهد بأعمال غيلداس وبيده كمصادر. ثم يتبعه بإهداء إلى روبرت إيرل غلوسستر وواليران كونت ميولان، الذي استعان بما لديهما من معرفة وحكمة لتحسين محتواه.

### الكتاب الأول
يبدأ التاريخ مع قصة أينياس الطروادي، الذي استقر في إيطاليا بعد حرب طروادة وفقا للأسطورة الرومانية. تم طرد ابن حفيده بروتوس من روما، وبعد فترة من الترحال، ألهمته الإلهة ديانا بأن يستقر على جزيرة في المحيط الغربي. يحط بروتوس في توتنيس ويسمي الجزيرة «بريطانيا» على نفسه، وكانت قبلها تدعى ألبيون. يهزم بروتوس العمالقة الذين سكنوا الجزيرة، ويؤسس عاصمته على ضفاف نهر التايمز، ويسميها ترويا نوفا، والتي تغيّر اسمها لاحقا إلى لندن.

### الكتاب الثاني
يموت بروتوس ويقسم أبناؤه الثلاثة، لوكرينوس وكامبر وألبانكتوس، الأرض فيما بينهم؛ الممالك الثلاث تدعى لويغريا (إنجلترا)، كامبريا (ويلز) وألباني (اسكتلندا). ثم تتقدم القصة بسرعة عبر عهود أحفاد لوكرينوس، بما في ذلك الملك بلادود، الذي يستخدم السحر ليطير، ولكنه يفشل ويموت.
حكم لير بن بلادود لستين عاما. لم ينجب أبناء، وعندما بلغ سن الشيخوخة قرر أن يقسم مملكته بين بناته الثلاث، غونرل وريغان وكورديليا. قرر أن يحدد من ستحصل على أكبر حصة من المملكة بأن يسألهن عن مقدار حبهن له. قدمت ريغان وغونريل ردودا مبالغة، لكن كورديليا أجابت ببساطة وإخلاص، فغضب لير ولم يمنح كورديليا أي أرض. شاركت كل من غونريل وريغان نصف الجزيرة مع أزواجهن، دوق ألباني ودوق كورنوال. تزوجت كورديليا من أغانيبوس ملك الفرنجة ورحلت إلى بلاد الغال. تمردت غونريل وريغان مع أزواجهن واستولين على المملكة بأكملها. تم تجريد لير من كل حاشيته، وندم على ما فعله مع كورديليا وسافر إلى بلاد الغال. استقبلته كورديليا بحنان وأعادت له ثوبه الملكي وحاشيته. يجمع أغانيبوس جيشا لصالح لير الذي يهاجم بريطانيا ويهزم صهريه ويستعيد المملكة. حكم لير لثلاث سنوات أخرى قبل يموت. ترث كورديليا العرش وتحكم لخمس سنوات قبل أن يثور عليها ابنا شقيقتها، مارغانوس وكونيداجيوس، ويضعونها في السجن، حيث تقتل نفسها. يقسم مارغانوس وكونيداجيوس المملكة فيما بينهما، لكنهما يتخاصمان ويحاربان بعضهما. تنتهي الحرب بمقتل مارجانوس في ويلز ويحتفظ كونيداغيوس بكل المملكة، ويحكم لمدة ثلاث وثلاثين سنة، ثم خلفه ابنه ريفالو.
يأتي من نسلهم الملك غوربودوك، وأنجب ابنان هما فيروكس وبوريكس. يتخاصم الاثنان ويقتل كلاهما في النهاية، فتبدأ بعدها حرب أهلية. هذا يؤدي إلى تقع بريطانيا في يد خمسة ملوك يحاربون بعضهم. يبرز بينهم دنفالو مولموتيوس ملك كورنوال، وفي النهاية يهزم الملوك الآخرين ويبسط سلطانه على الجزيرة بأكملها. ويقال إنه «وضع ما يسمى قوانين مولموت التي لا تزال مشهورة اليوم بين الإنجليز».

### الكتاب الثالث
يخوض ابنا دانفالو، بيلينوس وبرينوس، حربًا أهلية قبل التوفيق بينهما من قبل والدتهما، وينطلقان لينهبا روما. بقي برينوس في إيطاليا، بينما عاد بيلينوس ليحكم بريطانيا.
ثم تتبعها العديد من السجلات القصيرة عن الملوك اللاحقين. ومن هؤلاء لود الذي أعاد تسمية مدينة ترينوفانتوم إلى كايرلود (أو مدينة لود) على نفسه، وتم تحريفها لاحقا إلى لندن. ثم خلف شقيقه كاسيفيلانوس، بما أن أبناء لود، وهم أندروجيوس وتينفانتيوس، لم يبلغا الحلم بعد. أصبح أندروغيوس دوق كنت وترينوفانتم (لندن)، وأصبح تينفانتيوس دوق كورنوال.

### الكتاب الرابع
ينتهي يوليوس قيصر من غزو بلاد الغال، وينظر عبر البحر ويقرر أن يأمر بريطانيا بالطاعة ودفع الجزية لروما. تم الرد على أوامره برسالة رفض من كاسيفيلانوس. أبحر قيصر مع أسطوله إلى بريطانيا، ولكن كاسيليفونوس انتصر عليه وأجبر على التراجع إلى بلاد الغال. قام بمحاولة أخرى بعد ذلك بعامين وتم ردّه مجددا. ثم تنازع كاسيفيلانوس مع أندروجيوس، والذي أرسل رسالة إلى قيصر يطلب منه المساعدة. يغزو قيصر مرة أخرى ويحاصر كاسيفيلاونوس على تلة. بعد عدة أيام يعرض كاسيفيلانوس السلام مع قيصر. أحس أندروجوس بالندم والتمس لقيصر أن يظهر الرحمة. وافق كاسيفيلانوس على دفع الجزية وعقد سلاما مع قيصر، والذي عاد بعد ذلك إلى بلاد الغال.
يموت كاسيفيلاونوس ويخلفه ابن أخيه تينفانتيوس، بينما ذهب أندروجوس إلى روما. يموت تينفانتيوس ويخلفه ابنه كيمبيلينوس، ثم ابنه غويديريوس. يرفض الأخير أن يدفع الجزية للإمبراطور كلوديوس، ما جعله يغزو بريطانيا. يموت غويديريوس في معركة مع الرومان، ويواصل شقيقه أرفيرارغوس الدفاع عن بريطانيا، لكنه يوافق في النهاية على الخضوع لروما، ويقبل الزواج من غينفيسا ابنة كلوديوس. يعود كلوديوس إلى روما تاركا المقاطعة تحت حكم أرفيراغوس.
يستمر نسل الملوك البريطانيين تحت الحكم الروماني، ومنهم لوسيوس، أول ملك مسيحي في بريطانيا، والعديد من الشخصيات الرومانية، بما في ذلك الإمبراطور قسطنطين الأول، ومغتصب العرش ألفكولوس والقائد العسكري أسكليبيودوتوس. يمنح الإمبراطور أوكتافيوس التاج إلى صهره ماكسيميانوس، ويمنح ابن أخيه كونان ميرياديوك حكم بريتاني لتعويضه. بعد فترة طويلة من الحكم الروماني، قرر الرومان أنهم لم يعودوا يرغبون في الدفاع عن الجزيرة ويغادرون. وتعرض البريطانيون لهجمات من البيكتيين والاسكتلنديين والدنماركيين، خاصة وأن أعدادهم تناقصت بعد استيطان كونان في بريتاني واستخدام ماكسيميانوس للقوات البريطانية لحملاته. أرسل البريطانيون اليائسون رسائل إلى قائد القوات الرومانية طلبا للمساعدة، لكنهم لا يتلقون أي رد (هذه الفقرة أغلبها مأخوذ من القسم المقابل في كتاب «دمار بريطانيا» بقلم غيلداس).

### الكتاب الخامس والسادس
بعد مغادرة الرومان، يطلب البريطانيون من ألدروينوس ملك بريتاني (أرموريكا)، والمنحدر من نسل كونان، أن يحكمهم. ولكنه يرسل شقيقه قسطنطين لحكم البريطانيين. بعد موت قسطنطين، يصل ابنه البكر للعرش بمساعدة القائد فورتيجرن، ولكن الأخير يقتله ويرتقي للعرش. كان ابنا قسطنطين الباقيين أوريليوس أمبروسيوس وأوثر صغارا على الحكم وهربوا إلى أرموريكا. يقوم فورتيجرن بدعوة الساكسون تحت إمرة هينغست وهورسا للقتال لصالحه كمرتزقة، لكنهم ينقلبون عليه. يفقد فورتيجرن السيطرة على جزء كبير من أرضه ويواجه الساحر مرلين.

### الكتاب السابع: نبوءات مرلين
عند هذه النقطة يتوقف جيفري عن سرده ويذكر سلسلة من النبوءات المنسوبة إلى مرلين. تمثل بعض هذه النبوءات مقدمة للفصول القادمة من الكتاب، في حين أن بعضها الآخر هو تلميح مبطن لأشخاص وأحداث في العالم النورمانى في القرنين الحادي عشر والثاني عشر. أما الباقي فهو غامض.

### الكتاب الثامن
يتمكن أوريليوس أمبروزيوس من هزم فورتيجرن وقتله، ليصبح بعدها ملكا، وتبقى بريطانيا في حالة حرب. يمرض أمبروسيوس ويتولى شقيقه أوثر قيادة الجيش عنه. يتم اغتيال أمبروسيوس بتسميمه على يد عدو تنكر كطبيب. يظهر مذنب على شكل رأس تنين في الليل، وفسرها مرلين كعلامة على أن أمبروسيوس قد مات وأن أوثر سينتصر ويخلفه. انتصر أوثر على آخر أعدائه، وأضاف لقب «بيندراغون» أو رأس التنين على اسمه وتوج ملكا.
لكن عدوا آخر يهجم، فيُجبر أوثر على شن حرب أخرى. يُهزم أوثر في البداية قبل أن ينتصر بمساعدة غورلويس دوق كورنوال. لكن أوثر يقع في حوب إغرين زوجة الدوق أثناء الاحتفال بهذا الانتصار. أدى هذا إلى قيام الحرب بين أوثر والدوق غورلويس، حيث قام أوثر بمعاشرة إيغرين سراً بمساعدة سحر مرلين، حيث تحمل بالصبي آرثر في تلك الليلة. يُقتل غورلويس ويتزوج أوثر من إغرين. لكن كان عليه أن يحارب الساكسون. انتصر أوثر في النهاية، ولكنه مات بعد شرب من نبع سممه الساكسون.

### الكتاب التاسع والعاشر
يتولى آرثر بن أوثر العرش وهزم الساكسون بشدة لدرجة أن خطرهم خمد طوال حياته. في هذه الأثناء، يغزو آرثر معظم شمال أوروبا ويسود السلام والازدهار حتى أتى الرومان بقيادة لوكيوس هيبيريوس إلى بريطانيا مرة أخرى مطالبين بدفع الجزية روما. ينتصر آرثر على لوسيوس في بلاد الغال ويعتزم أن يصبح إمبراطورًا، ولكن ابن أخيه موردريد يستغل غيابه ويغوي زوجته غوينيفير ويتزوجها ويستولي على العرش.

### الكتب الحادي عشر والثاني عشر
يعود آرثر ويقتل موردرد في معركة كاملان، ولكنه يصاب بجروح قاتلة، ويُنقل إلى جزيرة أفالون، وتُسلّم المملكة لابن عمه قسطنطين بن كادور، والذي كان دوق كورنوال.
عاد الساكسون بعد وفاة آرثر، لكن نسل الملوك البريطانيين لم ينتهي حتى موت كادوالادر. اضطر كادوالادر إلى الفرار من بريطانيا وطلب المساعدة من آلان ملك أرموريكا. لكن ملاكا يخبره بأن البريطانيين لن يحكموا بعد الآن ويجب عليه أن يذهب إلى روما. رحل كادوالادر إلى روما ومات هناك، وترك ابنه وابن أخيه يحكمان ما تبقى من بريطانيا. يتم دحر البريطانيين إلى ويلز ويصبح أثيلستان الساكسوني ملك لوغريا.